# Republica Maluku de Sud
Republica Maluku de Sud (în indoneziană Republik Maluku Selatan, RMS), a fost o republică autoproclamată în Insulele Maluku, fondată la 25 aprilie 1950. Principalele insule au fost: Seram, Ambon și Buru.